# 屏東縣南州鄉同安國民小學
屏東縣南州鄉同安國民小學（英文：Tong-An Elementary School），簡稱同安國小，位於台灣屏東縣南州鄉同安路。北面鄰近同安市區，南面鄰近鎮安車站，東面靠近新埤鄉。

## 歷史
1953年9月8日設立南洲國民學校同安分班，創校之初是借用同安村民眾講習所場域授課，1955年4月才遷至目前校址同安村同安路79號，並改名為南洲國民學校同安分校。1958獨立為屏東縣南州鄉同安國民學校。1968年8月1日因開始實施九年國民教育，改為目前校名屏東縣南州鄉同安國民小學。

## 發展特色
- 管樂社團[3]。
- 舞龍文化課程[4]。

## 外部連結
屏東縣南州鄉同安國民小學 （页面存档备份，存于）